# Sân bay Hun
Sân bay Hun (IATA: HUQ, ICAO: HLON) là một sân bay ở Hun, Libya.